# Cresta Sassetelli
La Cresta Sassetelli (2.139 m s.l.m.) è una cima montuosa appartenente al massiccio montuoso del Terminillo, posta sul versante occidentale del massiccio. Lunga circa 4 km, si tratta di una linea di cresta montuosa che diparte a nord della cima del Terminillo facendo da linea spartiacque tra i due versanti del massiccio; sul lato ovest guarda verso Pian de Valli/Pian de Rosce (Rieti), mentre sul lato orientale guarda verso Campo Stella di Leonessa e la Valleonina. La vista dalla cima domina imponente sull'Alto Lazio reatino ad est e l'intera Sabina con la Piana di Rieti a ovest.

## Note

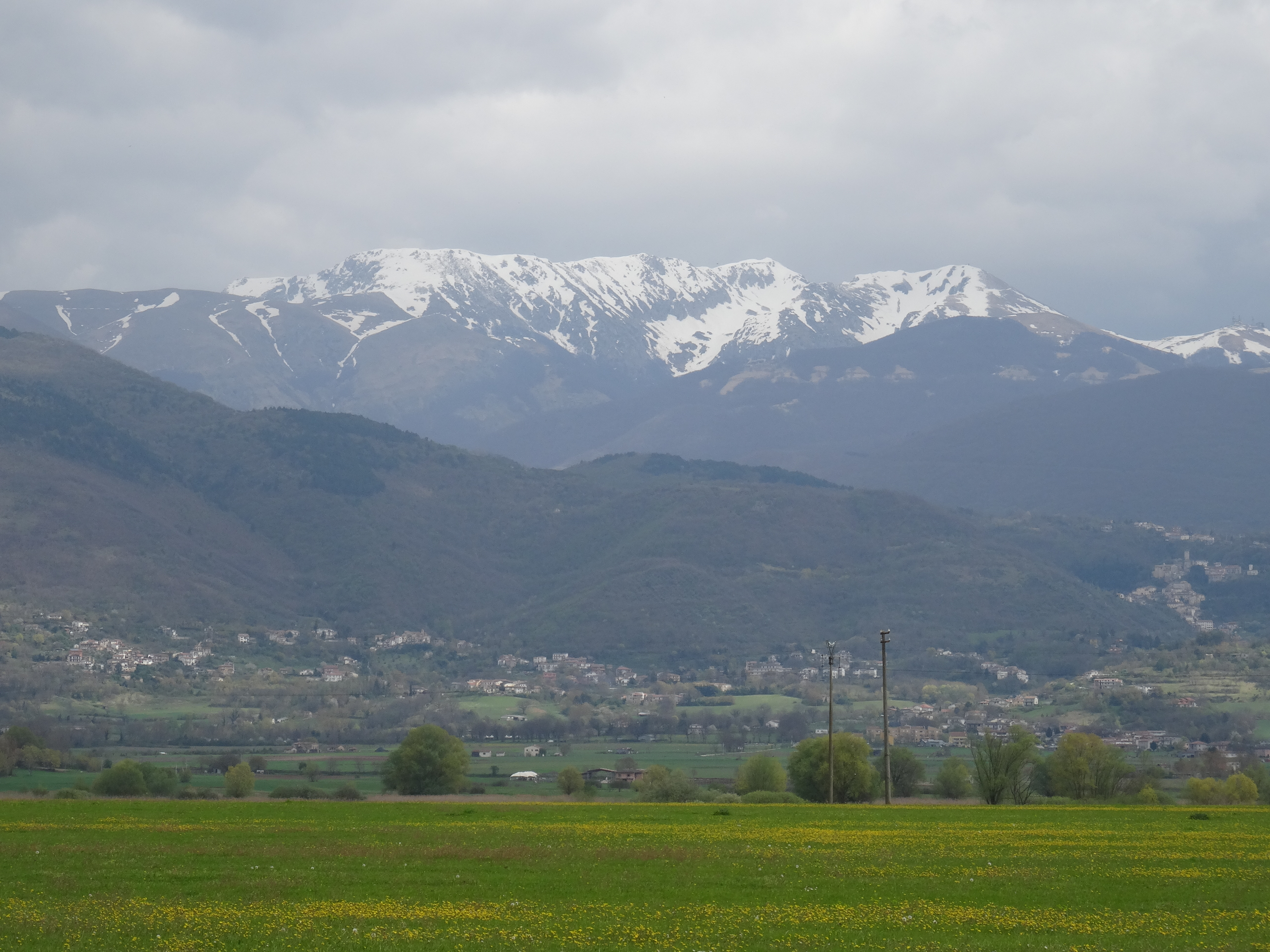
La lunga cresta vista dalla Piana di Rieti